# Raúl Bolaños-Cacho Güendulain
Raul Bolaños-Cacho Güenduláin fue un político oaxaqueño, nacido en la ciudad de Oaxaca el 21 de junio de 1916. Fue director de Educación Física en la Ciudad, Senador de la República, Presidente del PRI estatal, Diputado. Murió el 13 de diciembre de 1984.
| Predecesor: Flavio Romero de Velasco | Presidente de la Cámara de Diputados de México 1955        | Sucesor: Rafael González Montemayor |
| Predecesor:                          | Diputado federal por el Distrito III de Oaxaca 1955 - 1958 | Sucesor:                            |

- Datos: Q6101074